# حسین پیرنیا (اقتصاددان)
حسین پیرنیا (۱۲۹۲ نایین - ۲۲ آبان ۱۳۷۲ تهران) ملقب به پدر دانش اقتصاد ایران، اقتصاددان و دولتمرد و قانونگذار دوره پهلوی، پایه‌گذار دانشکده اقتصاد دانشگاه تهران و مدرسه عالی ریاضیات و مدیریت اقتصادی کرج بود که در مذاکرات کنسرسیوم نفت نقش مهمی ایفا کرد. او از بنیانگذاران انجمن اقتصاد ایران است.

## خانواده
پدرش میرزا ابوالحسن خان معاضدالسلطنه پیرنیا پدرش از رجال مشروطه‌خواه و دولتمردان و قانونگذاران دوره قاجار و رضا شاه پهلوی و مادرش دختر مبشرالسلطنه نبوی بود. مشیرآلدوله و مؤتمن‌الملک پیرنیا دایی‌های ناتنی او بودند. حسین نواب وزیر امور خارجه دوران محمدرضا شاه پهلوی شوهر خواهرش بود.

## تحصیلات
تحصیلات ابتدائی و متوسطه را در تهران به انجام رسانید و در خرداد ۱۳۱۱ هجری شمسی دیپلم متوسطه خود را از دبیرستان ثروت گرفت. تحصیلات قدیمه و اسلامی را نیز تا سطح نسبتاً بالایی آموخت و نزد شیخ محمد سنگلجی مشاعر و عرشیه ملاصدرا را خواند.
در شهریور ۱۳۱۱ پس از پذیرفته شدن در مسابقه اعزام محصل به خارج، جزء پنجمین گروه یکصدنفری محصلین اعزامی رهسپار فرانسه شد. در آنجا نخست دوره ریاضیات را طی کرد و آنگاه در کنکور معروف پلی‌تکنیک و نیز در مسابقه ورودی اکول نرمال سوپریور (École Normale Supérieure) شرکت کرد و در هر دو مسابقه قبول شد اما تحصیل در پلی تکنیک را ترجیح داد. پس از اتمام دوره پلی تکنیک برای ادامه تحصیل راهی انگلستان شد چند سال در نزد اقتصاددان بلندآوازه انگلیسی جان مینارد کینز به دانش آموختن پرداخت  و سرانجام پس از اخذ دکترا در اقتصاد در سال ۱۳۱۹  به وطن بازگشت.

## مسؤولیت‌ها و خدمات
حسین پیرنیا پس از بازگشت به ایران علاوه بر تدریس در دانشکده حقوق دانشگاه تهران و دبیرستان دارایی، ریاست اداره نفت و امتیازات وزارت دارایی را به عهده داشت. در سال ۱۳۲۵ در کابینه قوام‌السلطنه معاون نخست وزیر و در ۱۳۲۸ معاون وزارت دارایی شد.
در انتخابات دوره هجدهم مجلس شورای ملی در ۲۴ تا ۲۷ دی ۱۳۳۲ به نمایندگی شهرستان پدری‌اش نائین انتخاب شد و در مذاکرات منتهی به امتیاز کنسرسیوم نقش مؤثری ایفا کرد. در دوره بعدی نیز  کرسی خود را در مجلس حفظ کرد اما بتدریج با بی‌مهری روبرو شد و از آن پس صرفا به تدریس و تحقیق و تألیف و ترجمه پرداخت. یادداشت‌های پدرش از صدر مشروطه و استبداد صغیر را نیز به چاپ رساند.
پیرنیا در سال ۱۳۳۹ مؤسسه تحقیقات اقتصادی را در دانشکده حقوق و علوم سیاسی و اقتصادی دانشگاه تهران بنیان گذاشت و هفت سال بعد، یعنی در سال ۱۳۴۶ اولین دانشکده اقتصاد را در ایران پایه‌گذاری کرد. در سال ۱۳۵۰ مدرسه عالی ریاضیات و مدیریت اقتصادی کرج را تأسیس کرد و یک سال بعد به کمک برخی از اقتصاددانان کشور انجمن اقتصاد ایران را پی افکند.

## درگذشت
حسین پیرنیا در شامگاه ۲۲ آبان ۱۳۷۲ در حالی درگذشت که از کتابخانه باز‌می‌گشت و کتابی را در دست داشت که ساعتی پیش برای مطالعه خریده بود . پیکرش طبق وصیتش در باغ مصلای نائین به خاک سپرده شد نیای خاندان آنها نیز در آن دفن است به خاک سپرده شد. از او با عنوان مردی درستکار و نیکنام یاد می‌شود.

## آثار
- ده سال کوشش در راه حفظ و بسط حقوق ایران در نفت (۱۳۳۱)
- عقاید بزرگترین علمای اقتصاد (ترجمه) اثر جرج ساول (۱۳۳۳)
- مالیه عمومی، مالیات‌ها و بودجه (۱۳۳۹)
- اقتصاد در دو جلد (ترجمه) اثر پل ساموئلسون (۱۳۴۴)
- ریاضیات تحلیلی برای اقتصاد (ترجمه) اثر جی. دی. آلن (۱۳۴۶)
- تفکر علمی و توسعه اقتصادی و اجتماعی (۱۳۴۷)
- مبارزه با محمدعلی شاه یا اسنادی از فعالیت‌های آزادیخواهان ایران در اروپا و استانبول (با همکاری ایرج افشار)